# Сассу-Нгессо, Антуанетта
Антуанетта Сассу-Нгессо (род. 7 мая 1945, Браззавиль) — конголезская учительница на пенсии и общественная деятельница, с 1997 года занимавшая должность первой леди Республики Конго в качестве супруги президента Дени Сассу-Нгессо. Она также занимала должность первой леди с 1979 по 1992 год, когда её муж был первым президентом.

## Биография
Сассу-Нгессо, урождённая Антуанетта Лоэмба Чибота (Loemba Tchibota), родилась в семье Паскаля Лоэмбы Чибота и Мари-Луизы Джембо. Её родители, оба родом из Какамоеки, развелись, когда она была ребёнком. Позже её мать вышла замуж за Франсуа Галло Пото (François Gallo Poto). Тот был двоюродным братом Антуанетты Гбетигбиа Гогбе Йетене (Gbetigbia Gogbe Yetene, ум. 1977), первой жены Мобуту Сесе Секо, президента Заира. Мать Сассу-Нгессо, ставшая известной как Мама Пото Гало, умерла в январе 2005 года и была похоронена на кладбище Гомбе в Киншасе в соседней Демократической Республике Конго. После развода родителей Сассу-Нгессо выросла в Пуэнт-Нуаре и Браззавиле. Она посещала начальную школу в обоих городах, а затем поступила в женский колледж в Муйондзи.
Сассу-Нгессо — учительница на пенсии. Она была президентом конголезской неправительственной организации, Фонда помощи Конго (la Fondation Congo Assistance), с момента его основания 7 мая 1984 года.
Во все официальные поездки первая леди обычно ездила со своим личным парикмахером, стилистом из Браззавиля Амеде Эбоно.
В июне 2016 года Сассу-Нгессо была вызвана для явки в американский суд во время поездки в Вашингтон, округ Колумбия. Дело связано с продолжающимся долговым спором 1980 года между американской компанией Commisimpex и конголезским правительством президента Дени Сассу-Нгессо: компания утверждает, что правительство Сассу-Нгессо никогда не оплачивало работу. Первая леди Сассу-Нгессо была вызвана в суд США, чтобы ответить на вопросы, касающиеся активов её семьи, а также государственных финансов. Антуанетта Сассу-Нгессо проигнорировала повестку.
Семья Сассу-Нгессо остаётся объектом нескольких юридических и финансовых расследований в США и Франции. Министерство юстиции Франции наложило арест на комплекс недвижимости, расположенный в 17-м округе Парижа, который был куплен на имя Антуанетты Сассу-Нгессо.